# IS Gota
Il Idrottssällskapet Göta è una squadra di pallamano maschile svedese con sede a Helsingborg.

## Palmarès

### Titoli nazionali
- Campionato svedese: 1
  - 1965-66.